# Peter Huemer
Peter Huemer (* 1941 v Linci) je rakouský publicista, novinář a historik.
Po ukončení gymnázia studoval historii, germanistiku a dějiny umění na univerzitě ve Vídni, kde absolvoval v roce 1968. Od roku 1969 do roku 2002 byl zaměstnán u Österreichischer Rundfunk. Byl nejlépe znám jako ředitel televizní show Club 2. Poté moderoval 14 let úspěšný rozhlasový pořad Im Gespräch na programu Österreich 1.
Od roku 2005 je členem redakční rady časopisu Datum. Od roku 2011 do roku 2015 vedl diskusní sérii v stadtTheater walfischgasse s jedním hostem (např. André Heller, Sally Perel, Sophie Freud, Michael Haneke, Joachim Gauck a Harald Schmidt). V sezoně 2013/2014 vystoupil také v Burgtheater ve Vídni jako moderátor v projektu Die letzten Zeugen.

## Dílo
- Sektionschef Robert Hecht und die Zerstörung der Demokratie in Österreich. Eine historisch-politische Studie., Universität Wien 1968. Verlag für Geschichte und Politik, Wien 1975; Oldenbourg, München 1975
- Warum das Fernsehen dümmer ist als das Radio. Reden über das Reden in den Medien. Picus, Wien 2003, ISBN 3-85452-781-0.
- Heimat. Lügen. Literatur. Texte zur gegenwärtigen Befindlichkeit. Der Apfel, Wien 2006, ISBN 3-85450-165-X